# Championnat d'Angleterre de football 1995-1996
Navigation
Édition précédente Édition suivante
La 97e édition du championnat d'Angleterre de football 1995-1996 est la quatrième sous l'appellation Premier League. Elle oppose les vingt meilleurs clubs d'Angleterre en une série de trente-huit journées.
Elle est remportée par Manchester United. Le club de Manchester finit quatre points devant Newcastle United. C'est le dixième titre des Mancuniens qui remporte également la Coupe d'Angleterre. 
Manchester United se qualifie pour la Ligue des champions en tant que champion d'Angleterre. Liverpool FC, finaliste de la Coupe d'Angleterre, se qualifie pour la Coupe d'Europe des vainqueurs de coupe. Newcastle United, Aston Villa et Arsenal FC se qualifient pour la Coupe UEFA. Aucun club anglais ne dispute la Coupe Intertoto.
Le système de promotion/relégation est modifié par rapport à la saison précédente : descente et montée automatique, sans matchs de barrage pour les trois derniers de première division et les deux premiers de deuxième division, poule de play-off pour les deuxième à sixième de la division 2 pour la dernière place en division 1. À la fin de la saison, les clubs de Manchester City, Queens Park Rangers et Bolton Wanderers sont relégués en deuxième division. Ils sont remplacés par Sunderland AFC, Derby County et Leicester City après play-off.
L'attaquant anglais Alan Shearer, de Blackburn Rovers, remporte pour la deuxième fois le titre de meilleur buteur du championnat avec 31 réalisations.

## Les 20 clubs participants
| - Arsenal FC - Aston Villa - Blackburn Rovers - Bolton Wanderers - Chelsea FC - Coventry City - Everton FC - Leeds United - Liverpool FC - Manchester City | - Manchester United - Middlesbrough FC - Newcastle United - Nottingham Forest - Queens Park Rangers - Sheffield Wednesday - Southampton FC - Tottenham Hotspur - West Ham United - Wimbledon FC |

## Classement final
| Rang | Équipe              | Pts | J  | G  | N  | P  | Bp | Bc | Diff |
| ---- | ------------------- | --- | -- | -- | -- | -- | -- | -- | ---- |
| 1    | Manchester United C | 82  | 38 | 25 | 7  | 6  | 73 | 35 | +38  |
| 2    | Newcastle United    | 78  | 38 | 24 | 6  | 8  | 66 | 37 | +29  |
| 3    | Liverpool FC        | 71  | 38 | 20 | 11 | 7  | 70 | 34 | +36  |
| 4    | Aston Villa L       | 63  | 38 | 18 | 9  | 11 | 52 | 35 | +17  |
| 5    | Arsenal FC          | 63  | 38 | 17 | 12 | 9  | 49 | 32 | +17  |
| 6    | Everton FC S        | 61  | 38 | 17 | 10 | 11 | 64 | 44 | +20  |
| 7    | Blackburn Rovers T  | 61  | 38 | 18 | 7  | 13 | 61 | 47 | +14  |
| 8    | Tottenham Hotspur   | 61  | 38 | 16 | 13 | 9  | 50 | 38 | +12  |
| 9    | Nottingham Forest   | 58  | 38 | 15 | 13 | 10 | 50 | 54 | -4   |
| 10   | West Ham United     | 51  | 38 | 14 | 9  | 15 | 43 | 52 | -9   |
| 11   | Chelsea FC          | 50  | 38 | 12 | 14 | 12 | 46 | 44 | +2   |
| 12   | Middlesbrough FC P  | 43  | 38 | 11 | 10 | 17 | 35 | 50 | -15  |
| 13   | Leeds United        | 43  | 38 | 12 | 7  | 19 | 40 | 57 | -17  |
| 14   | Wimbledon FC        | 41  | 38 | 10 | 11 | 17 | 55 | 70 | -15  |
| 15   | Sheffield Wednesday | 40  | 38 | 10 | 10 | 18 | 48 | 61 | -13  |
| 16   | Coventry City       | 38  | 38 | 8  | 14 | 16 | 42 | 60 | -18  |
| 17   | Southampton FC      | 38  | 38 | 9  | 11 | 18 | 34 | 52 | -18  |
| 18   | Manchester City     | 38  | 38 | 9  | 11 | 18 | 33 | 58 | -25  |
| 19   | Queens Park Rangers | 33  | 38 | 9  | 6  | 23 | 38 | 57 | -19  |
| 20   | Bolton Wanderers P  | 29  | 38 | 8  | 5  | 25 | 39 | 71 | -32  |

Qualifications européennes
- Ligue des champions 1996-1997
- Coupe des coupes 1996-1997
- Coupe UEFA 1996-1997

Relégation
- Championnat d'Angleterre de football de deuxième division 1996-1997

Abréviations
T : Tenant du titre

C : Vainqueur de la Coupe d'Angleterre

L : Vainqueur de la Coupe de la Ligue

S : Vainqueur du Charity Shield

P : Promus de First Division

## Classement des buteurs
| Nom                | Buts | Equipe            |
| ------------------ | ---- | ----------------- |
| Alan Shearer       | 31   | Blackburn Rovers  |
| Robbie Fowler      | 28   | Liverpool FC      |
| Les Ferdinand      | 25   | Newcastle United  |
| Dwight Yorke       | 17   | Aston Villa       |
| Teddy Sheringham   | 16   | Tottenham Hotspur |
| Chris Armstrong    | 15   | Tottenham Hotspur |
| Andrei Kanchelskis | 15   | Everton FC        |
| Ian Wright         | 15   | Arsenal FC        |
| Éric Cantona       | 14   | Manchester United |
| Stan Collymore     | 14   | Liverpool FC      |

## Classement des passeurs
| Nom             | Passes décisives | Equipe            |
| --------------- | ---------------- | ----------------- |
| Steve McManaman | 15               | Liverpool FC      |
| Stan Collymore  | 11               | Liverpool FC      |
| John Barnes     | 10               | Liverpool FC      |
| Eric Cantona    | 10               | Manchester United |
| Ian Woan        | 10               | Nottingham Forest |
| Dwight Yorke    | 10               | Aston Villa       |
| Peter Beardsley | 9                | Newcastle United  |
| Ryan Giggs      | 9                | Manchester United |
| Mike Newell     | 9                | Blackburn Rovers  |
| Stuart Ripley   | 9                | Blackburn Rovers  |